# San Marino Calcio
El San Marino Calcio és un club de futbol sanmarinès de la ciutat de Serravalle.

## Història
El 1959 es fundà la Società Polisportiva Libertas Tre Penne, canviant el 1960 Società Sportiva Serenissima. El club es fusionà amb l'antic SS Juvenes el 1973, esdevenint Associazione Calcio San Marino i adoptant el nom San Marino Calcio' el 1988. fou creat per la Federació de Futbol de San Marino amb la intenció de crear un club professional que representés a la República de San Marino a les competicions italianes. Posteriorment fou comprat per empresaris. El 2021 esdevingué Associazione Sportiva Dilettantistica Victor San Marino i el 2024 recuperà el nom San Marino Calcio.
Evolució del nom:
- 1959: Società Polisportiva Libertas Tre Penne
- 1960: Società Sportiva Serenissima
- 1973: Associazione Calcio San Marino
- 1988: Calcio San Marino SA
- 1993: Associazione Calcio San Marino
- 2000: San Marino Calcio Srl
- 2021: Associazione Sportiva Dilettantistica Victor San Marino
- 2024: San Marino Calcio

## Palmarès
- sense títols destacats